# Françoise Gravillon
Françoise Gravillon auch bekannt als Mme/juffr. Baptiste (geboren um 1710 in Frankreich; begraben am 13. April 1781 in Den Haag) war eine französisch-niederländische Schauspielerin, Sängerin und Theaterregisseurin.

## Leben
Françoise Gravillon wurde um 1710 in Frankreich geboren. Sie war die Tochter von Pierre Gravillon, Beamter der königlichen Güter und Jeanne Rat. Sie heiratete vermutlich 1728 in Montpellier den Musiker und Theaterunternehmer Jean Baptiste Anselme (1699–vor 1775). In einem von einem Notar am 20. März 1728 dokumentierten Ehevertrag geht hervor, dass das Paar versprochen hatte, sich von der Bühne zu verabschieden. Die Eltern von Françoise Gravillon hatten darauf bestanden. Kurz nach ihrer Hochzeit müssen Françoise und Jean Baptiste in die Niederlande gereist sein, da sie nicht vor hatten, dieses Versprechen zu halten. Ihr erstes von neun Kindern, es waren sieben Söhne und zwei Töchter, wurde am 5. Mai 1731 in Den Haag auf den Namen Petrus getauft, das zweite Jacubus wurde am 15. Dezember 1732 getauft. Danach kehrten sie nach Frankreich zurück, die nächsten sieben Kinder wurden zwischen 1733 und 1743 in Valenciennes geboren. Um 1750 kehrten sie mit der ganzen Familie nach Den Haag zurück.
Sie schlossen sich der Gesellschaft der Franse Comedie in der Casuariestraat an. Von ihren Kindern wurden sechs ebenfalls Schauspieler, Sänger oder Musiker, Jacobus, Joseph François (1736–1809), Joseph Jean (1739–?), Rose (Rosette) Albertine Françoise und Jean François (1743–?); die andere Tochter, Marie Blandine Sophie (1734–?), wurde Tänzerin. Möglicherweise spielte Françoise Gravillon bereits in der Saison 1750/51 in der Franse Comedie. Sowohl sie als auch ihr Mann gehörten der 1751 gegründeten und bald aufgelösten Freimaurerloge De Juste an, in der sich hochrangige Armeeoffiziere, Aristokraten sowie Schauspieler und Schauspielerinnen der französischen Komödie trafen.
Françoise Gravillon ist von der Spielzeit 1751/52 bis zur Spielzeit 1755/56 dort dokumentiert. Sie gehörte zudem in den Jahren 1752 und 1753 zu den Schauspielern, die das Theater selbst betrieben. Dies scheiterte jedoch. Sechs Monate von Ende 1753 bis Sommer 1754 arbeitete sie mit ihrem Mann für Truppe von François Quinault in Amsterdam, danach kehrten sie nach Den Haag zurück. Die Comedie-Kompanie trat in den 1750er und 1760er Jahren auch regelmäßig in Amsterdam auf. „Beispielsweise gab es am 10. Oktober 1754 eine Benefizvorstellung für ‚Fräulein Batiste und ihre Familie‘“.
Sie spielte zumeist die Rollen einer vertrauenswürdigen Hofdame in Tragödien und Charakterrollen in Komödien. 1756 war ihr Mann Direktor der französischen Comédie geworden, doch im November 1759 übernahmen sie und ihre Tochter Rosette seine Aufgaben. Insbesondere Gravillon hatte wahrscheinlich die Kontrolle. Die Gründe für diesen Wachwechsel sind unbekannt. Im Jahr 1767 geriet Gravillon mit ihrem Theater in finanzielle Probleme und ihre Leitung endete.
Unter ihrer Leitung war das Programm der Comedie von relativ hoher Qualität, wie Kritiker festgehalten haben. Ein Hinweis darauf könnte auch die Tatsache sein, dass sie für Stücke, die in diesen Jahren uraufgeführt wurden, viele neue Bühnenbilder anfertigen ließ. Ein weiterer Hinweis könnte sein, dass das Theater unter ihrer Leitung, wie auch unter der ihres Mannes, zumindest bis 1767 einigermaßen erfolgreich war. Ihre Nachfolger gingen stets innerhalb kurzer Zeit pleite. Zunächst trat Gravillon weiterhin auf der Bühne auf, doch zu Beginn des Jahres 1769 scheint sie ihre Bühnenkarriere beendet zu haben. Es ist wenig über die Qualität ihrer schauspielerischen Leistung bekannt. Dies kann auch daran liegen, dass sie schnell im Schatten ihrer Tochter Rosette stand.
Gravillon wurde spätestens im Dezember 1774 Witwe, da sie zu dem Zeitpunkt im Testament von Jacob Jan van Wassenaer Obdam, dem Liebhaber ihrer Tochter, als Witwe bezeichnet wird. Françoise Gravillon selbst starb 1781. Laut einer Notiz im Bestattungsbuch war sie damals 71 Jahre alt und an einer „Brustkrankheit“ gestorben. Sie wurde am 14. April auf dem römisch-katholischen Privatfriedhof Eik en Duinen in Den Haag beigesetzt.